# Hebanthe eriantha
Hebanthe eriantha är en amarantväxtart som först beskrevs av Jean Louis Marie Poiret, och fick sitt nu gällande namn av Troels Myndel Pedersen. Hebanthe eriantha ingår i släktet Hebanthe och familjen amarantväxter. Inga underarter finns listade i Catalogue of Life.